# Phố Świętego Jana, Kraków
Phố Świętego Jana (tiếng Ba Lan: Ulica więtego Jana, lit. Phố St. John's) - một con phố lịch sử ở Kraków, Ba Lan.
Con phố bắt đầu ở phía nam là Quảng trường chính rồi chạy về phía bắc, đến Nhà thờ Biến hình của Giêsu bên đường Pijarska. Tên của con phố bắt nguồn từ Nhà thờ St. John the Baptist và St. John the Eveachist, lần đầu tiên được ghi nhận vào thế kỷ thứ mười bốn là cao nguyên S. Joannie Baptistae.
Con phố được trang bị nhiều cung điện quý tộc của các gia tộc thượng lưu Czartoryski, Lubomirski, Popielów và Wodzicki. Con phố được biết đến với việc tổ chức một số đám tang, giữa Józef Ignacy Krasnzewski và Mikołaj Zyblikiewicz vào năm 1887 và Stanisław Wyspiański vào năm 1907.

## Tính năng, đặc điểm
| Đường số | Mô tả ngắn | Hình ảnh |
| -------- | --- | -------- |
| 1        | Nhà Boner - được xây dựng vào thế kỷ XVI. Tòa nhà được đặt theo tên của Jan Boner. |          |
| 2        | Nhà Feniks - được xây dựng từ năm 1928 đến 1932 theo phong cách kiến trúc trang trí nghệ thuật, được thiết kế bởi kiến trúc sư Adolf Szyszko-Bohusz. Hiện tại, tòa nhà có một số doanh nghiệp (tầng trệt) và căn hộ ở các tầng trên.             |          |
| 7        | Nhà thờ St. John the Baptist và St. John the Eveachist - một nhà thờ Công giáo La Mã được xây dựng vào thế kỷ thứ mười hai. Nhà thờ được quản lý theo trật tự tôn giáo nữ Prezentki.                                                             |          |
| 11       | Cung điện Wodzicki - được xây dựng vào thế kỷ XIX bằng cách nối liền hai ngôi nhà phố. |          |
| 13       | Cung điện Przebendowski - một cung điện lịch sử được xây dựng vào thế kỷ thứ mười tám theo thiết kế của kiến trúc sư Franciszek Placidi. Cổng mang phong cách Baroque chứa phù hiệu Nałęcz, cái mà đại diện cho gia đình Przebendowski.          |          |
| 15       | Cung điện Lubomirski - một cung điện lịch sử được xây dựng vào thế kỷ XIX. |          |
| 19       | Cung điện Czartoryski - cung điện là một trong những bảo tàng lâu đời nhất ở Ba Lan, khai trương vào năm 1878. Các bộ sưu tập của bảo tàng có từ năm 1801, được thu thập bởi Izabela Czartoryska, được trưng bày trong bảo tàng của bà ở Puławy. |          |